# 호코나가시교
호코나가시 교（鉾流橋）는, 오사카시 기타구의 구 요도가와강(도지마강)에 있는 다리이다. ‘나니와 명교 50선’에 선정되었다.

## 개요

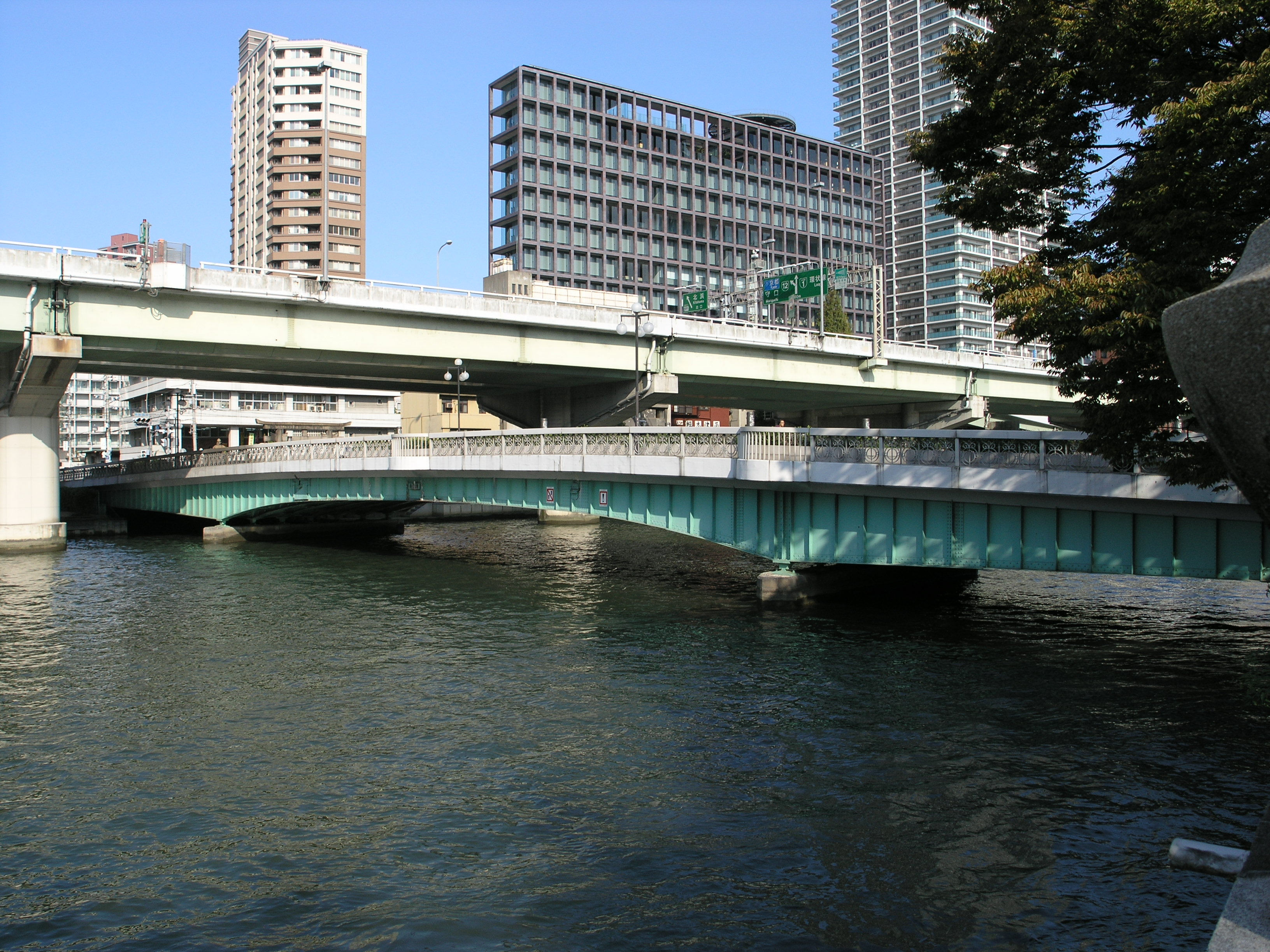
호코나가시 교

이름의 유래는, 덴신 마쓰리의 호코나가시 제사에서 이 다리의 옆에서 행해지는 데에서 유래했다고 한다.
다리의 역사는 오래되지 않았고, 1918년에 목조로 가교되었다. 현재의 다리는 1929년에 완성하여, 1980년에 폭을 넓히는 등의 수리를 하였다.
주요제원
- 주소지：기타구 니시텐마 1쵸메 - 기타구 나카노지마 1쵸메
- 형식：3경간 게르버 식 강판형 다리
- 전체 길이：98.2m
- 폭：12.5m